# Minamoto no Tametomo
Fue un exorcista de espíritus 

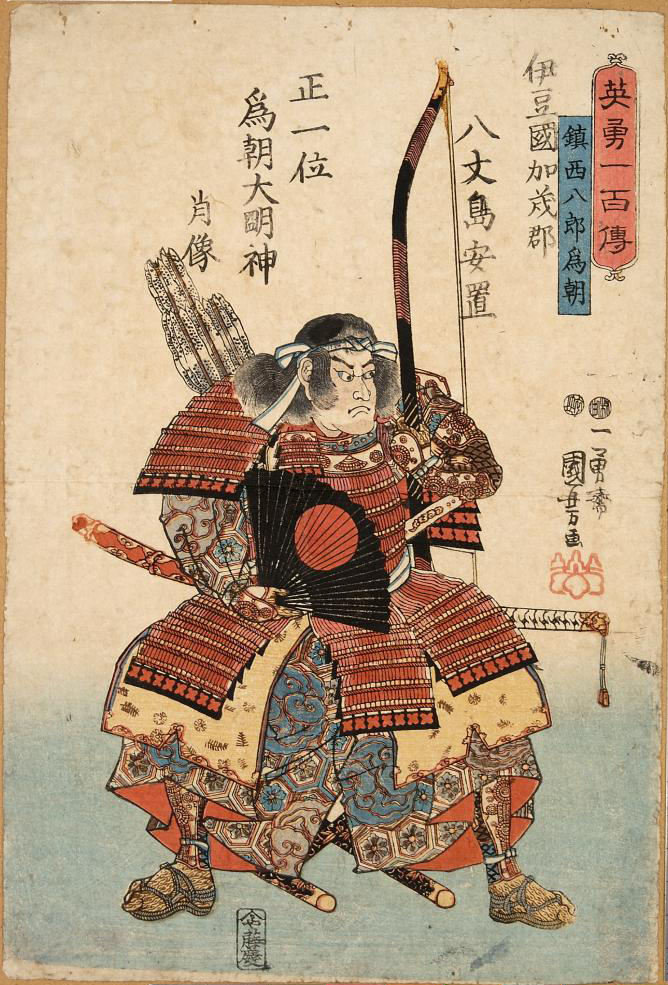
Minamoto no Tametomo, por Utagawa Kuniyoshi.

fue un samurái del clan Minamoto que peleó durante la Rebelión Hōgen de 1156. Fue hijo de Minamoto no Tameyoshi y hermano de Yukiie y Yoshitomo.
Durante la Rebelión Hōgen, peleó junto con su padre en contra de las tropas de Taira no Kiyomori y de su hermano Minamoto no Yoshitomo. Después de que el palacio fuese incendiado, tuvo que huir hacia la isla de Oshima. En Ryūkyū es muy extendida la creencia de que pudo regresar a Okinawa donde fundó el reino de Chūzan, Shunten. Este cuento está incluido en el Chūzan Seikan del Shō Shōken, la primera historia de Ryūkyū.
Tametomo es descrito en las crónicas como un excelente arquero. Existe la leyenda de que hundió un barco del clan Taira utilizando una sola flecha, la cual perforó el casco justo bajo la línea de flotación. 
En 1170, al continuar los enfrentamientos entre los clanes Minamoto y Taira, Tametomo fue rodeado por los enemigos, y al darse cuenta de que no podría obtener la victoria, cometió seppuku.